# اگولین
اُگولین (به کرواتی: Ogulin) شهری در کارلوواک کشور کرواسی است که جمعیت آن در سال ۲۰۱۱ میلادی ۱۴٬۵۴۴ نفر بوده‌است.